# New York Liberty 1997
La stagione 1997 delle New York Liberty fu la 1ª nella WNBA per la franchigia.
Le New York Liberty arrivarono seconde nella Eastern Conference con un record di 17-11. Nei play-off vincero la semifinale con le Phoenix Mercury (1-0), perdendo poi la finale con le Houston Comets (1-0).

## Roster
| N° | Naz.                   | Ruolo | Sportivo            | Anno | Alt. | Peso |
| -- | ---------------------- | ----- | ------------------- | ---- | ---- | ---- |
| 5  | Stati Uniti (bandiera) | GA    | Kisha Ford          | 1975 | 178  | 69   |
| 10 | Stati Uniti (bandiera) | G     | Rhonda Blades       | 1972 | 170  | 63   |
| 11 | Stati Uniti (bandiera) | G     | Teresa Weatherspoon | 1965 | 173  | 73   |
| 13 | Stati Uniti (bandiera) | G     | Sophia Witherspoon  | 1969 | 178  | 66   |
| 14 | Jugoslavia (bandiera)  | GA    | Jasmina Perazić     | 1960 | 185  | 77   |
| 22 | Stati Uniti (bandiera) | A     | Cassandra Crumpton  | 1962 | 180  | 79   |
| 23 | Stati Uniti (bandiera) | A     | Sue Wicks           | 1966 | 191  | 79   |
| 33 | Stati Uniti (bandiera) | AC    | Trena Trice         | 1965 | 188  | 82   |
| 34 | Stati Uniti (bandiera) | C     | Kym Hampton         | 1963 | 188  | 95   |
| 50 | Stati Uniti (bandiera) | C     | Rebecca Lobo        | 1973 | 193  | 84   |
| 55 | Stati Uniti (bandiera) | A     | Vickie Johnson      | 1972 | 175  | 68   |

## Staff tecnico
- Allenatore: Nancy Darsch
- Vice-allenatore: Melissa McFerrin